# La danza dei porcellini
La danza dei porcellini (Pigs in a Polka) è un film del 1943 diretto da Friz Freleng. È un cortometraggio d'animazione della serie Merrie Melodies, uscito negli Stati Uniti il 6 febbraio 1943. Il cartone animato è un adattamento della fiaba I tre porcellini, oltre che una parodia dell'omonimo cortometraggio Disney del 1933, impostato sulle celebri danze ungheresi di Johannes Brahms, più precisamente le n. 5, 7, 6 e 17 (che appaiono nel suddetto ordine). Ai premi Oscar 1943 fu candidato per l'Oscar al miglior cortometraggio d'animazione. Il corto è oggi di pubblico dominio, poiché la United Artists non ne rinnovò il copyright. È stato distribuito anche coi titoli La polka dei porcellini e, dagli anni 2000, La polka dei tre porcellini.

## Trama
Un lupo, imitando Deems Taylor in Fantasia, presenta una versione musicale (da lui stesso interpretata) della fiaba I tre porcellini. In essa, tre porcellini costruiscono le loro case. Il primo costruisce una casa di paglia, il secondo una di fiammiferi e il terzo una di mattoni. Dopo che i primi due porcellini hanno rapidamente finito le loro case, iniziano a suonare, ballare e ridere tra loro. Il brutto lupo cattivo arriva per mangiarsi i porcellini, e attira temporaneamente i primi due travestendosi da zingara. Quando viene scoperto, li insegue fino alle rispettive case. Entrambe vengono distrutte in fretta, e i due porcellini si rifugiano nella casa di mattoni del terzo. Incapace sia di entrare in casa che di distruggerla, il lupo si traveste da vagabonda, suonando un violino e facendo cadere del talco per simulare una nevicata. I primi due porcellini, impietositi, fanno entrare il lupo. Il terzo porcellino invece vede che il lupo ha un giradischi nascosto sulla schiena, e gira il disco dall'altro lato mettendo su una danza veloce. Il lupo balla il nuovo brano, perdendo così il suo costume, quindi insegue i porcellini fino al secondo piano della casa. I porcellini fuggono in un ascensore, ma quando il lupo tenta di usarlo cade nella tromba vuota e, arrivato in fondo, crolla svenuto ai piedi dei porcellini.

## Distribuzione

### Edizione italiana
Il corto fu distribuito nei cinema italiani dalla Gold Film il 16 marzo 1963 all'interno del programma Silvestro il magnifico, in lingua originale sottotitolato e col titolo originale. Fu poi trasmesso sulle reti Rai coi titoli La danza dei porcellini e La polka dei porcellini. Per la trasmissione televisiva nei primi anni 2000 col titolo La polka dei tre porcellini il corto fu doppiato in italiano dalla Time Out Cin.ca sotto la direzione di Massimo Giuliani. A differenza dell'edizione originale, nel doppiaggio italiano il terzo porcellino ha la stessa voce dei suoi fratelli; non essendo stata registrata una colonna internazionale, la musica presente durante i dialoghi fu sostituita con spezzoni provenienti da altre scene del corto (i cui dialoghi si limitano alle presentazioni iniziali del lupo e dei porcellini).

### Edizioni home video

#### VHS
America del Nord
- The Golden Age of Looney Tunes Volume 6: Friz Freleng (1992)
- Looney Tunes: The Collector's Edition - Musical Masterpieces (marzo 2000)

#### Laserdisc
- The Golden Age of Looney Tunes (11 dicembre 1991)

#### DVD e Blu-ray Disc
Il corto fu pubblicato in DVD-Video in America del Nord nel terzo disco della raccolta Looney Tunes Golden Collection: Volume 3 (intitolato Porky and the Pigs) distribuita il 25 ottobre 2005, dove è visibile anche con un commento audio di Daniel Goldmark. In Italia fu invece inserito nel DVD Daffy Duck & Porky Pig: Volume 2 della collana Looney Tunes Collection, uscito il 18 maggio 2006. Quindi fu inserito (nuovamente col commento audio) nel secondo disco della raccolta DVD Warner Bros. Home Entertainment: Collezione Oscar d'animazione, uscita in America del Nord il 12 febbraio 2008 e in Italia il 18 febbraio 2009. In America del Nord fu inserito anche nel secondo disco della raccolta DVD Looney Tunes Spotlight Collection Volume 8, uscita il 13 maggio 2014. Fu poi incluso, nuovamente col commento audio, nel primo disco della raccolta Looney Tunes Platinum Collection: Volume Three, uscita in America del Nord in Blu-ray Disc il 12 agosto 2014 e in DVD il 4 novembre. Infine fu inserito nel DVD Looney Tunes Musical Masterpieces, uscito in America del Nord il 26 maggio 2015.

## Accoglienza
Nel 2010 il corto fu selezionato per l'inclusione nel libro di Jerry Beck The 100 Greatest Looney Tunes Cartoons, in cui lo storico dell'animazione Greg Ford sottolinea che "ciò in cui La danza dei porcellini apre nuovi orizzonti è nei suoi passaggi prolungati di coreografia da balletto mescolati a cadute grossolane".